# Allgemeines Schriftsteller- und Gelehrten-Lexikon der Provinzen Livland, Esthland und Kurland
Das Allgemeine Schriftsteller- und Gelehrten-Lexikon der Provinzen Livland, Esthland und Kurland ist ein mehrbändiges Lexikon. Es wurde von Johann Friedrich von Recke und Karl Eduard Napiersky bearbeitet. Die Nachträge bearbeitete Theodor Beise. Die insgesamt sechs Bände erschienen in Mitau „bey Johann Friedrich Steffenhagen und Sohn“.